# Manuel López
Manuel López (n. Pampayasta Sud, Córdova, 1780 – f. Santa Fé, 1860), pecuarista e militar argentino, foi governador da província de Córdova durante 17 anos, como um aliado incondicional de Juan Manuel de Rosas.

## Bibliografía
- Yaben, Jacinto R., Biografías argentinas y sudamericanas, Bs. As., 1939.